# John Huntington Crane Coffin

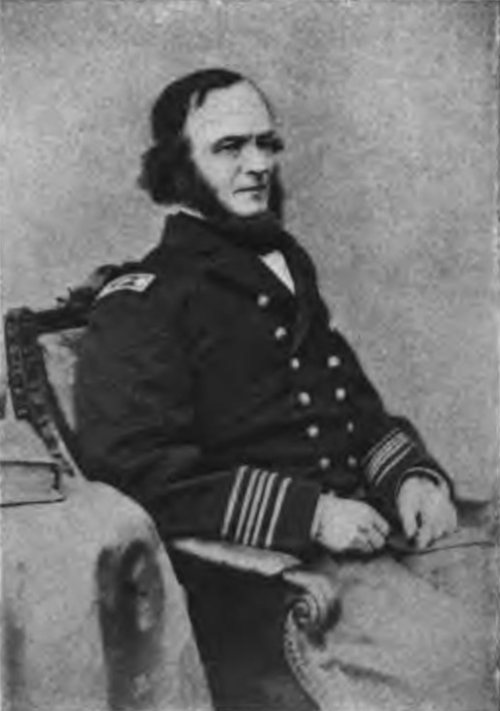
John Huntington Crane Coffin (1919)

John Huntington Crane Coffin (* 14. September 1815 in Wiscasset, Maine; † 8. Januar 1890 in Washington, D.C.) war ein US-amerikanischer Mathematiker, Astronom und Offizier der United States Navy.

## Leben
John Coffin erwarb 1834 am Bowdoin College einen Bachelor in Mathematik und wurde anschließend von seinem Onkel King Porter, einem Kapitän, in der Seefahrt und der astronomischen Navigation unterwiesen.
1836 trat Coffin der U.S. Navy als Professor für Mathematik bei und unterrichtete Midshipmen auf See, als es die U.S. Naval Academy noch nicht gab. Coffin wechselte 1844 oder 1845 an das US Naval Observatory in Washington, D.C., zu dessen Entwicklung er wesentlich beitrug und wo er bis 1853 oder 1855 blieb, obwohl er seit 1849 wegen nachlassender Sehkraft keine astronomischen Beobachtungen mehr anstellen konnte. Anschließend wechselte er an die U.S. Naval Academy und war – als einer der wenigen Militärs, die während des Amerikanischen Bürgerkriegs nicht an den Kampfhandlungen teilnehmen konnten – vorübergehend praktisch alleine für die dortige Ausbildung verantwortlich. 1865 wurde er als Nachfolger von Joseph Winlock Leiter des American Ephemeris and Nautical Almanac. 1877 ging Coffin in den Ruhestand.
Coffins Lehrbuch Navigation and Nautical Astronomy galt lange Zeit als Standardwerk in der US-amerikanischen Marine-Ausbildung.
Coffin wurde 1851 in die American Academy of Arts and Sciences gewählt, war 1863 eines der Gründungsmitglieder (charter members) der National Academy of Sciences und wurde 1869 in die American Philosophical Society gewählt, 1874 in die American Association for the Advancement of Science. 1884 erhielt er ein Ehrendoktorat des Bowdoin College.
Coffin war seit 1845 mit Louisa Harrison Coffin (1815–1871) verheiratet, das Paar hatte fünf Kinder. John H. C. Coffin ist auf dem Oak Hill Cemetery in Washington, D.C. begraben.